# Ключевая (Орловская область)
Ключевая — деревня в Хотынецком районе Орловской области России. Входит в состав муниципального образования Алехинское сельское поселение.

## Физико—географическая характеристика
Расположена на реке Вортуш (левый приток Вытебети) в 15 км к северо-западу от районного центра Хотынец.

### Время
Деревня Ключевая, как и весь Хотынецкий район, находится в часовой зоне МСК (московское время). Смещение применяемого времени относительно UTC составляет +3:00.

### Климат
Деревня Ключевая находится в зоне умеренно континентального климата (в классификации Кёппена — Dfb). Зима умеренно прохладная. Лето неустойчивое.

## История
Во время Великой Отечественной войны деревня была захвачена немцами в октябре 1941 года. Освобождена 12 августа 1943 года усилиями 18-й гвардейской стрелковой дивизии 11-й армии.
В 1961 году указом Президиума Верховного Совета РСФСР деревня Невольево переименована в Ключевая.

## Население
| 2010 |
| ---- |
| 1    |